# Rudán Joe Akusztik
A Rudán Joe Akusztik Rudán Joe együttese, amit 2010 januárjában alapított. A kéttagú formációban partnere Tóth László, aki akusztikus gitáron kíséri. 
2010. nyarán, őszén számos fesztiválon, rendezvényen felléptek, igen nagy sikerrel. (Békéscsaba: akusztikus fesztivál, Siklós: várjátékok, Pécs: mediterrán hangulatok fesztiválja, Veszprém: utcazene fesztivál stb.) Emellett pubokban, kocsmákban, klubokban lépnek fel, felelevenítve régi élőzenés rock hagyományokat. Műsorukon a klasszikus rock örökzöldjei szerepelnek, igen kreatív felfogásban, így Led Zeppelin-, Deep Purple-, Rainbow-, Kansas-, Bad Company-számok, illetve Rudán (Mobilmánia P. Mobil, Dinamit, Coda) más zenekarai által is játszott magyar számok. 
Több alkalommal a dél-dunántúli regionális televíziók is sugározták programjukat. 2011 januárjában közreműködtek a készülő székely nemzeti rockopera, a Csaba királyfi demofelvételein.
A Kalapács és az Akusztika formációval és a Kormorán Memory Band három tagjával közösen Szelíd Metálosok Orchestra néven is szoktak játszani.